# 薩丁尼亞王國
王国是意大利历史上的一个王国，後來成為義大利統一運動的主導國。薩丁尼亞在1861年統一義大利半島，成立義大利王國。

## 早期歷史
在薩丁尼亞王國建立以前，薩丁尼亞島上傳統的獨立部落不是受熱那亞就是受到比薩的影響。 1297年，教宗博義八世在調停安茹王朝和亞拉岡王朝的爭端時建立了一個“薩丁尼亞和科西嘉領地”，而這個領地的領主正是教宗本人。教宗對亞拉岡國王海梅二世提出了一個建議：假如海梅同意接受這個領地而放棄爭奪西西里島的話，教宗將支持他征服當時附屬於比薩的一些薩丁尼亞島部落。
1323年，海梅開始了他征服薩丁尼亞島的戰爭，經過一年多的戰火他終於佔領了附屬比薩的卡利亞里、加呂那和薩薩里。他將他的這個新領地稱為“薩丁尼亞和科西嘉王國”。 1353年亞拉岡再次對薩丁尼亞島用兵，試圖征服剩下的獨立部落，但是一直到1410年才完全征服全島。
1409年，亞拉岡國王馬丁一世終於完全征服薩丁尼亞島，但他卻沒有繼承人，他在卡利亞里因瘧疾逝世後，薩丁尼亞島的王位隨同亞拉岡的王位由西班牙國王繼承，而鄰近的另一個島嶼，始終處於無主狀態的科西嘉則排除在這個王國之外。
雖然後來薩丁尼亞和科西嘉王國受亞拉岡國王的統治，但是從形式上它仍保持獨立王國狀態，而沒有併入亞拉岡，而是由亞拉岡國王委任的副王來治理。為了削弱島上部落的反抗勢力，亞拉岡國王佩德羅四世答應保障這個獨立王國的立法自主權，所以這個王國擁有當時歐洲最好的立法體制。
1720年薩伏依王室讓出其西西里王國的統治權，作為交換，薩伏依王室將成為薩丁尼亞王國的國王。但是實際上薩伏依王朝18世紀和19世紀的主要領地卻依然是薩伏依，而首都是都靈。
1743年皮埃蒙特併入薩丁尼亞王國。
1796年拿破崙佔領了意大利北部的皮埃蒙特，其國王卡洛·伊曼紐四世逃亡避難的地方就是薩丁尼亞島。

## 恢复和意大利统一
1814年薩丁尼亞王國恢复并且扩大，改为一个公国的原热那亚共和国并入薩丁尼亞王國，这个王国是法国与奥地利之间的一个缓冲区。19世纪时又称薩丁尼亞－皮埃蒙特王国。
作为对拿破仑的反应当时的国王都是非常保守的：維克多·伊曼紐一世和卡洛·腓力切。卡洛·腓力切亲自率兵帮助保守的斐迪南七世夺取西班牙王位。1831年比较开明的卡洛·阿尔贝托登基，从1830年开始薩丁尼亞王國开始工业化。1848年在自由派的压力下卡洛·阿尔贝托设立了一部宪法并对奥地利开战。虽然一开始薩丁尼亞军队获胜但是后来战局转换薩丁尼亞败北。
如同意大利其他地区，薩丁尼亞王國的政治也不稳定，政府更变经常。卡洛·阿尔贝托再次与奥地利作战大败后宣布退位，他的儿子维托里奥·艾曼努尔二世登基。1850年一个比较开明的政府组阁，薩丁尼亞王國成为意大利统一的核心。
1855年薩丁尼亞王國与鄂圖曼帝國、大英帝国和法国联盟参加克里米亚战争对抗俄羅斯帝國。1859年法国与薩丁尼亞王國联盟对抗奥地利，但是拿破崙三世违约占领了伦巴第。1860年薩丁尼亞王國以薩伏依和尼斯与法国交换伦巴第。
1860年3月5日帕爾馬公國、托斯卡纳大公国、摩德纳和罗马涅公投决定加入薩丁尼亞王國。同年朱塞佩·加里波底开始以薩丁尼亞王國的名义征服意大利南部。他很快就占领了两西西里王国。1861年3月17日意大利王国宣布成立。薩丁尼亞，尤其是皮埃蒙特成为意大利最重要和最富饶的地区。1946年意大利宣布成为共和国为止。